# Dział Michałkowski
Dział Michałkowski (niem. Mittelberg) – grzbiet Gór Sowich w Sudetach Środkowych.
Jest to niewielki grzbiet górski w północnej części Gór Sowich położony w widłach Młynówki i Michałkowskiego Potoku, stanowi północno-zachodnie ramię Kokota. Posiada kilka kulminacji z Liścem (549 m n.p.m.) i najwyższą Boreczną (591 m n.p.m.) na południowym zakończeniu. Obszar w większości pokrywają łąki, jedynie na stromych południowych i południowo-zachodnich stokach rośnie las świerkowo-bukowy. W lesie tym (szczególnie u podnóży gór) występują liczne skałki gnejsowe. U północno-wschodniego podnóża położone są miejscowości Michałkowa i Glinno.
Dział Michałkowski oraz pobliski Dział Jawornicki w dawnej niemieckiej terminologii topograficznej były oznaczone taką samą nazwą, tzn. Mittelberg.

## Szlaki turystyczne
Północno-wschodnim zboczem prowadzi:
- – fragment europejskiego szlaku długodystansowego E3 z Zagórza Śląskiego na Wielką Sowę[1].